# Logovi'i Mulipola
Pour les articles homonymes, voir Mulipola.
Pas d'image ? Cliquez ici

a Compétitions nationales et continentales officielles uniquement.

b Matchs officiels uniquement.
Dernière mise à jour le 27 avril 2025.
Logovi'i Mulipola, né le 11 mars 1987 à Manono (Samoa), est un joueur international samoan de rugby à XV évoluant au poste de pilier avec les Newcastle Falcons.

## Biographie

### En club
Fin 2011, après la Coupe du monde, Logovi'i Mulipola fait ses débuts en Championnat d'Angleterre avec les Leicester Tigers. Il évolue aux côtés de Marcos Ayerza, Dan Cole, Martin Castrogiovanni et Boris Stankovich ; à l'issue de la saison 2012-2013, alors que les Leicester Tigers sont champions d'Angleterre, le jeune pilier a donné satisfaction à Richard Cockerill directeur du rugby du club, il a alors une prolongation de contrat.    
Il est capable de jouer pilier droit et pilier gauche et peut pallier l'absence de ses coéquipiers sur blessure ou en cas de doublon avec les rencontres internationales.
En 2018, il rejoint les Newcastle Falcons pour une durée indéterminée.
En février 2021, il est annoncé qu'il s'engage au FC Grenoble pour deux ans à partir de juillet 2021. Toutefois, quelques jours plus tard, il renonce à son engagement pour des raisons personnelles.

### En équipe nationale

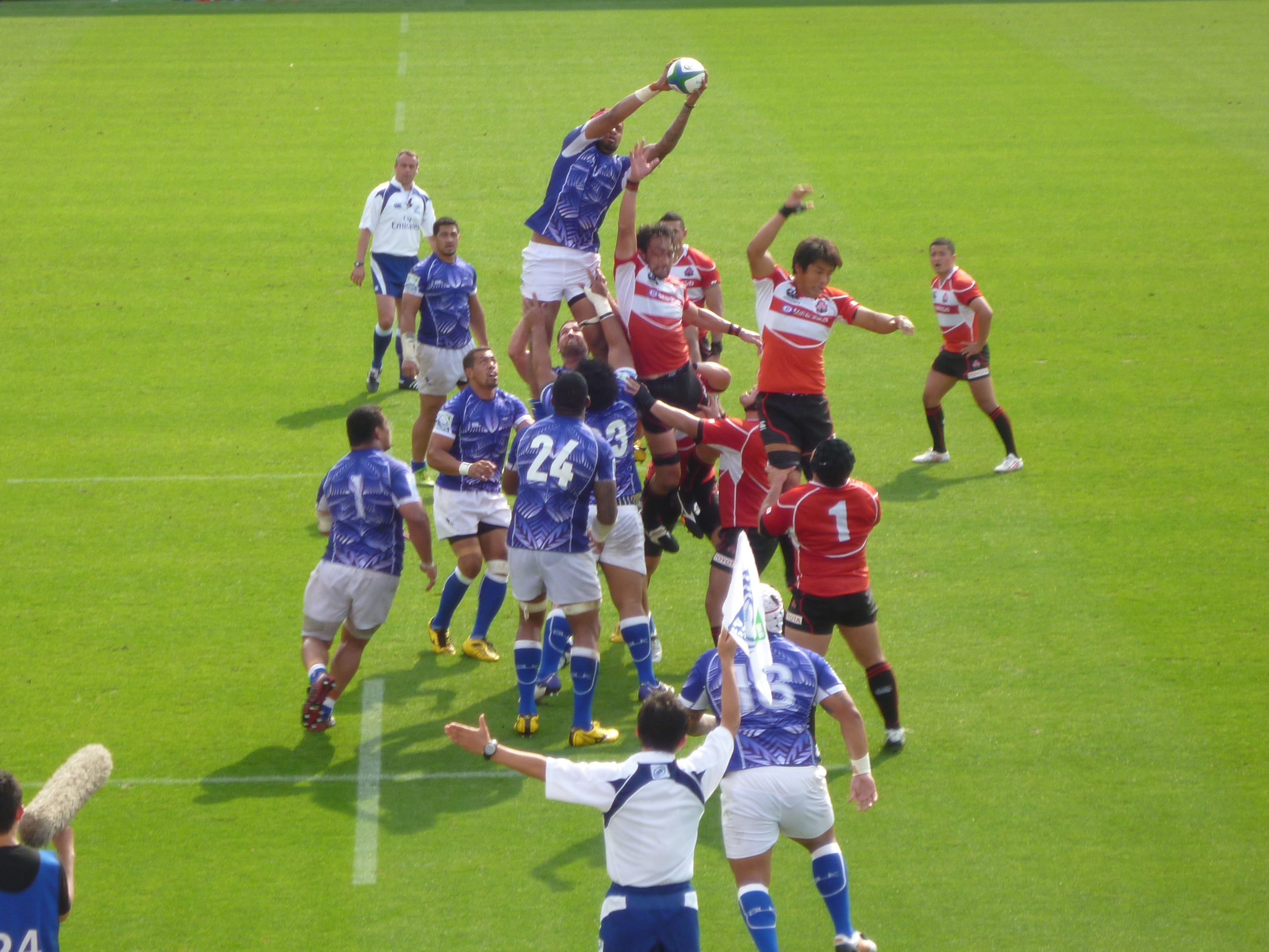
L'équipe des Samoa.

Logovi'i Mulipola joue son premier match international avec l'équipe des Samoa le 18 juillet 2009 contre la Papouasie-Nouvelle-Guinée. Il dispute une rencontre de coupe du monde de rugby à XV 2011 contre l'Afrique du Sud.
Le 12 août 2015, il est retenu par Stephen Betham dans la liste des trente-et-un joueurs qui disputent la coupe du monde de rugby à XV 2015. Cependant, il doit déclarer forfait avant le début la compétition en raison d'une blessure, et il est remplacé par Census Johnston.
En 2019, il est retenu dans le groupe Samoan pour disputer la coupe du monde au Japon.

## Statistiques en équipe nationale
- 29 sélections
- 5 points (1 essai)
- sélections par année : 1 en 2009, 1 en 2010, 4 en 2011, 4 en 2012, 4 en 2013, 3 en 2014, 3 en 2016, 6 en 2018, 3 en 2019
- En coupe du monde : 1 sélection
  - 2011 : 1 (Afrique du Sud)

## Palmarès
- Championnat d'Angleterre :
  - Champion (1) : 2013
  - Vice-champion (2) : 2011 et 2012
- Coupe d'Angleterre :
  - Vainqueur (2) : 2012 et 2017
- RFU Championship :
  - Vainqueur (1) : 2020